# Zulawski család
A Zulaswki család lengyel nemesi származású család volt. A három Zulawski (eredetileg Żuławski) testvér, Endre, Zsigmond és Simon az 1848–49-es forradalom és szabadságharc idején érkezett Magyarországra, és részt vettek a harcokban. Utódaik elmagyarosodtak, de a magyar–lengyel kapcsolatokban szerepet vittek.

## Története
A három fivér egyike, Endre (?–1896) a zsolnai csatában megsebesült. Tíz évi osztrák katonai szolgálatba sorozták be a forradalom bukása után büntetésből, majd Andrássy Gyula tiszttartója lett Tőketerebesen, az Andrássy család birtokán.
Testvére, Zsigmond (?-?) a császári hadsereg tisztje volt. Kossuth Lajos nővérét, Kossuth Emíliát vette feleségül. Négy fiuk született, együtt emigráltak az Egyesült Államokba, de később elhagyta családját.
A harmadik fivér, Simon (1818–1891) részt vett a bécsi forradalom eseményeiben, majd Bem seregébe állt. A harcokban megsebesült, megrokkant, később 4 év várfogságot szenvedett el büntetésből Olmützben. Szabadulása után Budán telepedett le, hivatalnok lett, családot nem alapított.
Endre egyik fia, idősebb Zulawski Andor (eredeti neve: András Gyula József) a k. u. k. tartalékos századosa, miniszteri tanácsos, ipari szakiskolai igazgató és szakfelügyelő volt. Sokat publikált, és országosan elismerték mint számoktató pedagógust és tankönyvszerzőt. Nyugállományba vonulása után a MÁV szövetkezet elnökének választották meg, a fővárosi választásokon póttag helyet szerzett.
Endre további gyermekei Antónia (1863–?), József (1868–1925) pénzügyi főtanácsos és az ikrek voltak: Zulawszky Béla (1869–1914) neves kardvívó bajnok, aki hősi halált halt az első világháborúban Bosznia-Hercegovinában, Avtovacnál (emlékét őrizte a Hősök versenye), valamint Elemér (1869–1937) honvédtábornok.
Andor felesége, Makoldy Matild Julianna Hildegard (1876–1928) volt, akivel 1898-ban kötöttek házasságot. Lányuk, a 19 éves Zulawski Baby 1919-ben hunyt el, édesanyja öt évvel később, hosszan tartó betegség után 52 évesen. Fiúk, ifj. Zaluwski Andor irodalomkritikus, költő és hivatalnok, a Magyar–Lengyel Egyesület és a Magyar Mickiewicz Társaság tragikus sorsú vezetője volt. Egyik rokonuk Makoldy József építész, festőművész.